# Zuidelijke boomsprinkhaan
De zuidelijke boomsprinkhaan (Meconema meridionale) is een rechtvleugelig insect uit de familie van de sabelsprinkhanen (Tettigoniidae) en de onderfamilie Meconematinae.

## Kenmerken
Mannetjes bereiken een lengte van 11 tot 13 millimeter, de vrouwtjes zijn 11 tot 16 mm lang. De sprinkhaan heeft een lichtgroene kleur met een duidelijke gelige streep van vooraan bij de kop tot aan het einde van het achterlijf. Op het midden van de achterzijde van het halsschild is een bruine vlek aanwezig. De zeer kleine vleugels zijn ongeveer even groot als het halsschild. De mannetjes hebben draad-achtige cerci die doen denken aan krekels. Het vrouwtje heeft een vrij lange, sabelvormige legbuis die iets naar boven gekromd is.

### Onderscheid met andere soorten
De zuidelijke boomsprinkhaan is binnen Nederland met geen enkele soort te verwarren, omdat de volwassen dieren een karakteristiek uiterlijk hebben en vrijwel ongevleugeld zijn, in tegenstelling tot de boomsprinkhaan. Nimfen van deze laatste soort hebben nog geen ontwikkelde vleugels maar duidelijk zichtbaar zijn de vier vleugels in aanleg, in tegenstelling tot de twee vleugelstompjes van de zuidelijke boomsprinkhaan. De mannelijke exemplaren hebben geen gekartelde basis van de cerci, zoals de mannetjes van de boomsprinkhaan. Bij deze laatste soort ontbreekt ook de lichtere rugstreep.

## Verspreiding en habitat
De soort is in 1992 voor het eerst waargenomen in Nederland en heeft zich snel verspreid, aanvankelijk vooral in stedelijk gebied. In 2021 komt hij in vrijwel alle atlasblokken (5x5 km) in Nederland en Vlaanderen voor. Een grote populatie is bekend in zuidelijk Duitsland tegen de grens met Frankrijk. Vermoed wordt dat de sprinkhaan wordt verspreid met het verkeer. Hij komt oorspronkelijk uit Zuid-Europa: Italië, Zuid-Frankrijk tot Kroatië en Slovenië. Lange tijd werden de Alpen als  de noordelijke areaalgrens beschouwd. De habitat bestaat uit allerlei vegetaties, waar de sprinkhaan in hogere delen is te vinden. In stedelijk gebied wordt hij vaak gezien op gebouwen en muren.

## Levenswijze
De zuidelijke boomsprinkhaan is eenmaal volwassen actief gedurende de maanden augustus tot november, de mannetjes laten zich vooral horen tussen zeven uur 's avonds en drie uur in de nacht. Het lokgeluid wordt gemaakt door met de poten op de ondergrond te trommelen, en bestaat uit korte series van ongeveer zes tikken. De vrouwtjes zetten met hun legboor eitjes af in spleten in de schors van bomen.
De sprinkhaan leeft van kleine diertjes die op planten leven, zoals bladluizen.

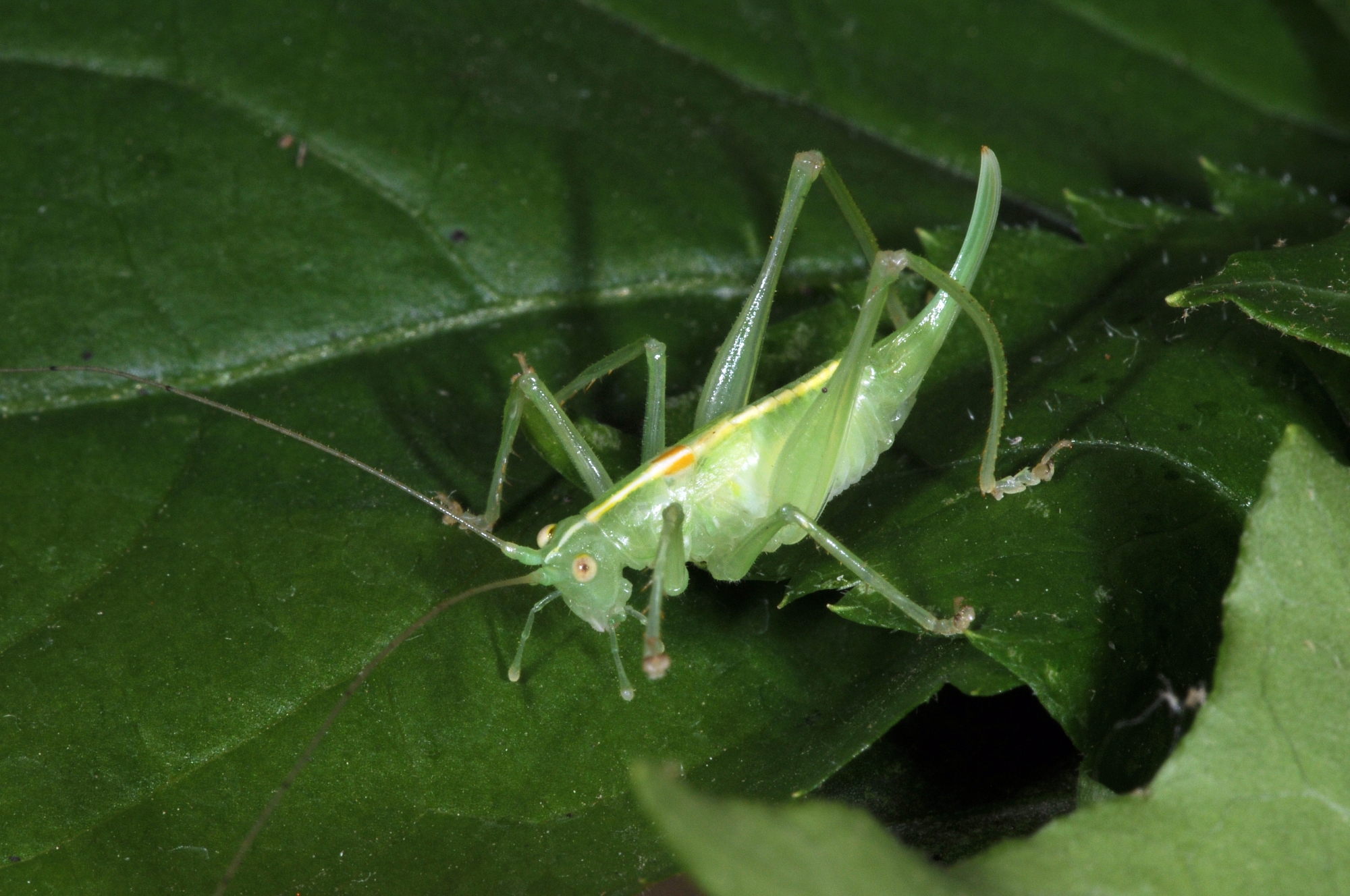
Vrouwtje met legbuis
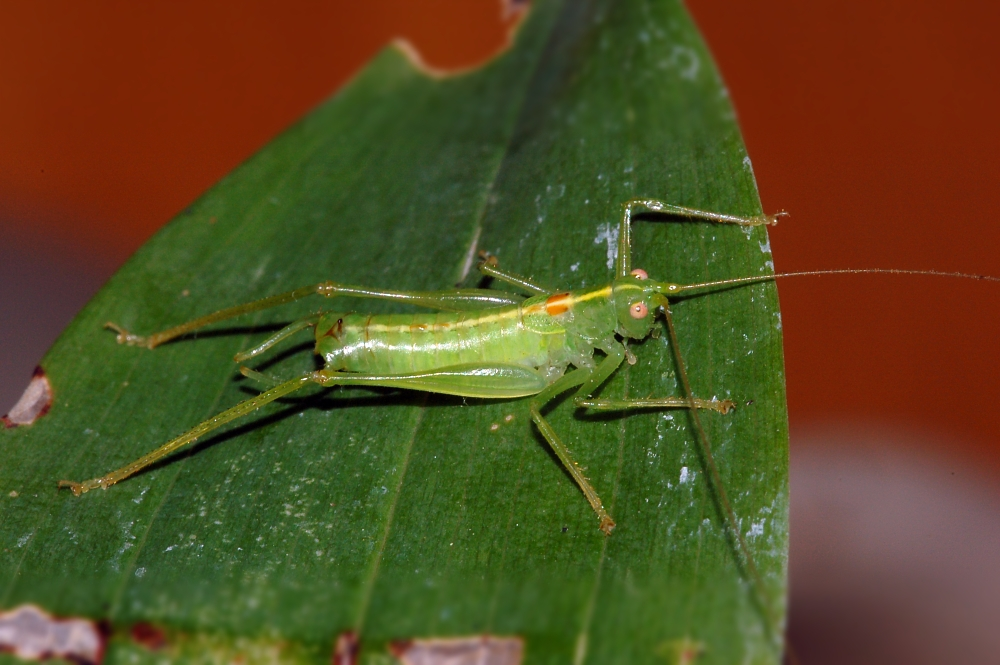
Mannetje
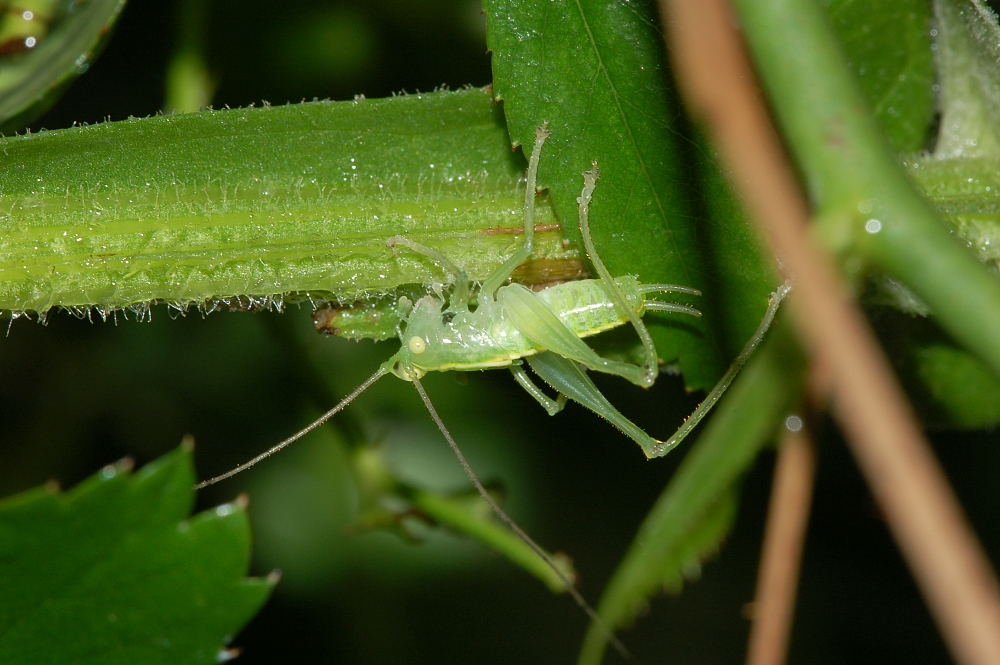
Mannetje
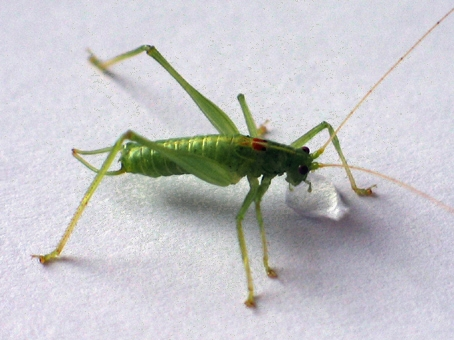
Drinkend mannetje